# Milerock FC
Milerock FC is een voetbalclub uit Linden. In 2011 doen ze met de CFU Club Championship mee.

## Erelijst
Guyana GFF Super League: 1
1995
Kashif & Shanghai Knockout Tournament: 2
1990/91, 1997/98